# Иероним (Сретенский)
Иероним Сретенский (1781 — март 1845) — архимандрит Русской православной церкви.
Родился в 1781 году в семье диакона; «великороссиянин». Образование получил в Ярославской духовной семинарии.
В 1802 году был посвящён во священника; 11 июля 1810 года, овдовев, поступил в число братии Ярославского Толгского монастыря.
15 мая 1813 года Сретенский был переведён в Александро-Невскую лавру и 23 июня того же года принял монашество с именем Иероним.
15 августа 1815 года Иероним (Сретенский) был назначен в Мадритскую миссию. 21 ноября 1819 года, по возвращении из-за границы, снова поступил в лавру, где с февраля 1820 года состоял ризничим и присутствующим в лаврской канцелярии.

10 октября 1821 года назначен настоятелем Витебского Троицкого Маркова монастыря, с возведением в сан архимандрита.
Уволен от управления за штат Могилёвской епархии Витебским Марковым монастырём и находился на жительстве в Александро-Невской лавре. С 10 июля 1833 года по день смерти в марте 1845 года управлял Переславским Никитским монастырём.